# Feldbahn Grauerort
| Feldbahn Grauerort | Feldbahn Grauerort  |
| ------------------ | ------------------- |
| Museumsbahnbetrieb |                     |
| Streckenverlauf    |                     |
| Streckenlänge:     | 1,2 km              |
| Spurweite:         | 600 mm (Schmalspur) |
|                    |                     |

Die Feldbahn Grauerort ist eine 1,2 km lange Schmalspur-Museumsbahn mit einer Spurweite von 600 mm um die Festung Grauerort in Bützfleth.

## Geschichte
Die parkeisenbahnartige Feldbahn wird seit 2003 an Sonn- und Feiertagen von Ostern bis Ende Oktober mit historischen Lokomotiven zur Fahrgastbeförderung betrieben.

## Streckenverlauf
Die ringförmige Strecke verläuft vom Lokschuppen um die Festung Grauerort herum bis zum Deich der Elbe und dann zurück zum Lokschuppen. Die Schienen mit dem bei der Bundesbahn üblichen Profil sind auf Holzschwellen verlegt. Nur die Gleise im Lokschuppen selber bestehen aus den bei Schmalspurbahnen üblichen 80er Schienenprofilen.

## Schienenfahrzeuge
Es gibt vier Diesellokomotiven, fünf Kipploren sowie weitere Güterwagen und als Personenwagen umgebaute Munitionswagen der Firma Krupp-Dollberg.
| Name          | Hersteller         | Fabriknummer | Baujahr | Typ         | Leistung | Gewicht |
| ------------- | ------------------ | ------------ | ------- | ----------- | -------- | ------- |
| Festungsblitz | Deutz              | 22-792       | 1939    | OMZ 117F    | 45 PS    |         |
| Ziegelblitz   | Schöttler-Diepholz | 2501         | 1962    | DS28        | 12 PS    | 4,7 t   |
| Groveblitz    | Diema              | 2175         | 1958    | Diema DS 60 | 75 PS    | 10 t    |
| S-Blitz       | LKM Babelsberg     | 248474       | 1954    | NS2f        | 46 PS    |         |